# Hans Theile
Hans Theile (* 1971 im Landkreis Kassel) ist ein deutscher Jurist und Hochschullehrer an der Universität Konstanz.

## Leben
Theile begann 1991 ein Studium der Rechtswissenschaften an der Universität Göttingen, das er dort 1996 mit dem Ersten Juristischen Staatsexamen beendete. Zwei Jahre später promovierte er bei Fritz Loos in Göttingen zu Dr. jur. Es folgte ab 1998 Referendariat am Hanseatischen Oberlandesgericht Hamburg, das er 2000 mit dem Zweiten Staatsexamen abschloss. Anschließend war Theile kurze Zeit als Notarassessor in Dresden tätig, bevor er 2001 ein Masterstudium an der Universität Kapstadt begann, das er 2002 mit dem Erwerb des Titels Master of Laws abschloss. 2002 kehrte Theile nach Deutschland zurück, um sich als wissenschaftlicher Mitarbeiter an der Universität Münster bei Klaus Boers seiner Habilitation zu widmen. Diese schloss er 2008 ab und erhielt die venia legendi für die Fächer Kriminologie, Strafrecht, Strafprozessrecht und Wirtschaftsstrafrecht.
Noch bevor Theile seine Habilitation vollständig abgeschlossen hatte, vertrat er im Wintersemester 2007/08 einen Lehrstuhl an der Universität Konstanz. Zum Wintersemester 2008/09 folgte er dem Ruf der Universität Konstanz auf den Lehrstuhl für Strafrecht, Strafprozessrecht, Wirtschaftsstrafrecht und Kriminologie, den er seitdem innehat. Zudem ist Theile seit 2010 geschäftsführender Direktor des Instituts für Rechtstatsachenforschung der Universität Konstanz.
Theile ist verheiratet mit der Richterin am Amtsgericht Jana Schumacher.

## Veröffentlichungen (Auswahl)
- Tatkonkretisierung und Gehilfenvorsatz. Peter Lang, Frankfurt am Main 1999, ISBN 3-631-34939-4 (Dissertation).
- Wirtschaftskriminalität und Strafverfahren: Systemtheoretische Überlegungen zum Regulierungspotential des Strafrechts. Mohr Siebeck, Tübingen 2009, ISBN 978-3-16-149959-3 (Habilitationsschrift).